# Pokrajina Verbano - Cusio - Ossola
Pokrajina Verbano - Cusio - Ossola (v italijanskem izvirniku Provincia del Verbano-Cusio-Ossola, izg. provinča del verbano kuzjo òsola) je ena od osmih pokrajin, ki sestavljajo italijansko deželo Piemont. Meji na severu, vzhodu in zahodu s Švico, na vzhodu tudi z deželo Lombardija, na jugu s pokrajinama Novara in Vercelli.

## Večje občine
Glavno mesto je Verbania, ostale večje občine so (podatki 28.02.2007):
| Občina          | Prebivalcev |
| --------------- | ----------- |
| Verbania        | 30.836      |
| Domodossola     | 18.362      |
| Omegna          | 15.949      |
| Gravellona Toce | 7.595       |
| Villadossola    | 6.915       |
| Cannobio        | 5.113       |
| Stresa          | 5.104       |

## Naravne zanimivosti
Med najlepše kraje te pokrajine spadajo gotovo otoki na jezeru Maggiore, imenovani Isole Borromee ali Boromejski otoki. To je skupina treh večjih otokov (Isola Bella, Isola Madre in Isola dei pescatori) in dveh majhnih, ki so od leta 1632 bili last dinastije Borromeo. Boromejci so otoke pozidali z razkošnimi palačami, a ustvarili so tudi krasne parke. Isola Bella, ki je še danes last te družine, je morda najlepši primer italijanskega parka v Evropi. Zgrajen je v kvadratnih terasah, ki se dvigajo ena nad drugo v obliki piramide in zavzema vso površino otoka razen palače. Opremljen je z mnogimi vodometi in "vodnimi igrami", ki so bile v navadi v sedemnajstem stoletju. Takrat so posebne črpalke napeljevale vodo za te okrasne zgradbe naravnost iz jezera; zgrajena je bila tudi podzemna kanalizacija za namakanje rastlin, ki je še danes v rabi. Izbira in selekcija cvetočih rastlin, ki jih je na otoku okoli 2000 vrst, omogoča nepretrgano cvetenje skozi vse leto. - Na sosednjem otoku Isola Madre, prav tako še vedno last Boromejcev, je manjša površina (8 ha) opremljena kot angleški park, medtem ko je večina parka pokrita z gozdom in nudi zatočišče večji skupini eksotičnih ptičev. Ni čuda, da sta znani kar dve družini vrtnarjev, ki sta skozi tri stoletja skrbeli za ta dva otoka.
Seznam zaščitenih področij v pokrajini:
- Narodni park Val Grande (Parco nazionale della Val Grande)
- Naravni rezervat Monte Mottac (Riserva naturale Monte Mottac)
- Naravni rezervat Alpe Veglia - Alpe Devero (Parco naturale dell'Alpe Veglia e dell'Alpe Devero)
- Mokrišče Fondo Toce (Riserva naturale speciale Fondo Toce)
- Mokrišče Canneti di Dormelletto (Riserva naturale speciale dei Canneti di Dormelletto)

## Zgodovinske zanimivosti
Pokrajina je bila ustanovljena leta 1992 z odcepitvijo od pokrajine Novara in je uradno začela delovati leta 1995. Za sedež Pokrajine je bilo določeno mesto Verbania, a ostali uradi so razporejeni po drugih mestih (Domodossola, Baveno, Crevoladossola, Gravellona Toce). S to ureditvijo je bila izrecno potrjena administrativna enakopravnost vseh treh sestavnih delov ustanove, kar je razvidno tudi iz njenega trojnega poimenovanja, ki vključuje vsa tri važnejša področja. To so Verbano (po istoimenskem jezeru, ki je bolj znano kot Lago Maggiore), Cusio (po istoimenskem jezeru, ki je bolj znano kot Lago d'Orta) in Ossola (po dolini Val d'Ossola, ki je porečje reke Toce).